# Ezras Israel Synagoge
Ezras Israel synagoge (polsk Synagoga Ezras Israel, også kendt som "Den litauiske synagoge" (Synagoga Litewska)) var en synagoge ved Wólczańskagaden 6 i Łódź. 
Synagogen blev bygget i årene 1899-1904 efter tegninger af Gustaw Landau-Gutenteger, og blev brugt af jøder fra Litauen. Under 2. verdenskrig blev den brændt ned af tyske nazister natten til 11. november 1939. 
Bygningen havde rektangulær form med tre etager. Elevationen var udsmykket med vinduer i forskellige størrelser, og på toppen fandtes små tårne med kupler.
51°46′22.8″N 19°27′3.6″Ø / 51.773000°N 19.451000°Ø